# Herzele
Herzele és un municipi belga de la província de Flandes Oriental a la regió de Flandes. Està compost per les seccions de Herzele, Hillegem, Sint-Antelinks, Sint-Lievens-Esse, Steenhuize-Wijnhuize, Woubrechtegem, Ressegem i Borsbeke. L'1 de gener del 2006 a Herzele hi vivien 16.709 persones. L'alcalde de Herzele és Johan Van Tittelboom.